# Uniforme de l'armée israélienne

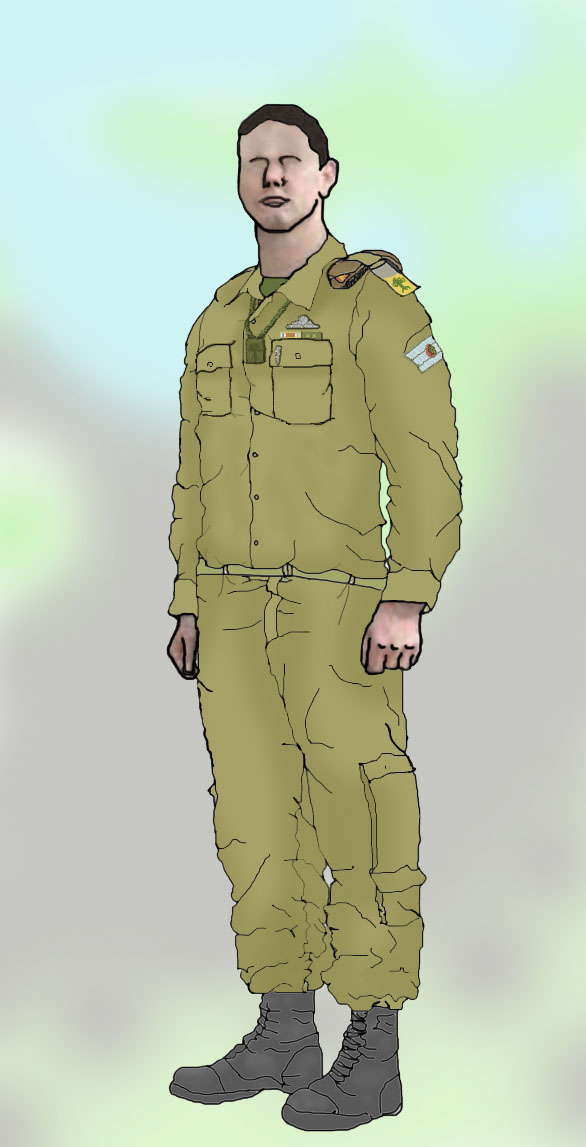
Un infirmier de Tsahal de la Brigade Golani, en tenue de service.

Cette page détaille les uniformes et les insignes des forces de défense de l'État d'Israël , en acronymes  hébreux " Tsahal ", à l’exception des insignes de grade. Pour les grades, il convient de  voir l'article  Grades de l'armée israélienne.

## Uniformes

Couleurs des uniformes de l'armée israélienne

Les Forces de défense israéliennes ont plusieurs types d'uniformes :
- Tenue de service (aleph) - l'uniforme de tous les jours, porté par les militaires du rang ;
- Tenue de terrain (bet) - portée au combat, pendant l'entrainement et le travail sur la base ;
- Tenue de combat, mise en service au cours de l'année 2015 qui a comme caractéristiques des coudières et des genouillères intégrées et non séparées comme c'est le cas auparavant ;
- Tenue de cérémonie - portée par les officiers ou par les militaires du rang et les sous-officiers  lors d’évènements et de cérémonies spéciales ;
- Tenue habillée - portée seulement à l'étranger ; il y a plusieurs uniformes de grande tenue, selon la saison et l'armée ou le service d'appartenance.

L'uniforme de service pour tous le  personnel des forces terrestres est vert olive ; celui de la marine et des forces aériennes est de couleur beige. Les uniformes se composent d'une chemise, d'un pantalon, d'un pull, d'une veste ou d'une blouse, de chaussures ou de bottes. La marine a un uniforme blanc. L'uniforme des femmes est presque le même que celui des hommes mais on peut substituer une jupe pour le pantalon, ou des sandales pour les bottes.
Certains corps ou unités ont de faibles variations de leurs uniformes . Par exemple, les policiers militaires portent une ceinture blanche et un calot de police. De même, alors que la plupart des soldats de Tsahal portent des bottes de combat de cuir noir, certaines unités utilisent des bottes de cuir brun rougeâtre pour des raisons historiques : les parachutistes, les membres du Nahal et de la brigade Kfir, ainsi que certaines unités des forces spéciales (Sayeret Matkal, Oketz, Duvdevan, Maglan (en)...).

## Bérets
Chaque corps de Tsahal a un béret d'une couleur différente et/ou une épingle de béret différente porté par ses soldats, indépendamment d e leur rang et de leur position, dans leur unité . Les soldats israéliens portent leurs bérets sur la tête seulement lors d'occasions formelles telles que les cérémonies et les appels. Le béret est placé sous la bretelle gauche pour l'uniforme de service (alef), mais pas pour l'uniforme de combat/travail (bet). Dans les bases, il est laissé à la discrétion de l'unité de porter ou non des bérets sur le terrain. Autrefois, les soldats de sexe masculin de tous les rangs étaient coiffés de casquettes, tandis que les soldates portaient le calot. Dans les années 1950, le béret a été adopté comme couvre-chef par défaut pour l'uniforme de service. La couleur du béret armée de l'air était bleu-gris ; les blindés, l'artillerie et le personnel des opérations spéciales portaient un béret noir. Les parachutistes, suivant le modèle de l'armée britannique, portent le béret rouge et l' infanterie a droit à  un béret kaki. Le corps du génie portait un béret gris. Pour tous les autres membres de l'armée, à l'exception des unités de combat, le béret pour les hommes était vert et pour les femmes, noir. Les femmes dans la marine portaient un béret noir avec insigne d'or tandis que les hommes portaient la casquette de marin blanche traditionnelle comme celle de la US Navy.
| Corps                                    | Couleur |
| ---------------------------------------- | ------- |
| Force aérienne                           |         |
| Force aérienne                           |         |
| Corps d'infanterie                       |         |
| Brigade Golani                           |         |
| Brigade Parachutiste et forces spéciales |         |
| Brigade Nahal                            |         |
| Brigade Guivati                          |         |
| Brigade Kfir                             |         |
| Corps des blindés                        |         |
| Corps Blindé                             |         |
| Corps d'artillerie                       |         |
| Corps d'artillerie                       |         |
| Corps des transmissions                  |         |
| Corps des transmissions                  |         |
| Corps du Génie Militaire                 |         |
| Corps du Génie Militaire                 |         |
| Renseignements                           |         |
| Aman                                     |         |
| Police militaire                         |         |
| Police militaire                         |         |
| Police des frontières                    |         |
| Police aux frontières                    |         |
| Front intérieur                          |         |
| Commandement du Front intérieur          |         |
| Corps généraux                           |         |
| Corps généraux                           |         |
| Marine                                   |         |
| Marine                                   |         |

## Broches de bérets
Tous les bérets dans les Forces de défense israéliennes, autres que les bérets portés par les recrues, possèdent une broche attachée qui représentent le symbole de leur corps. Tandis que les soldats peuvent porter le béret d'un autre corps quand ils servent dans une autre base, ils doivent toujours porter la broche de leurs corps original. Chaque broche se compose du symbole du corps ainsi que d'un ornement qui contient également le nom du corps.
| Corps                                                      | Broche | Symbole de la broche                                                                                       |
| ---------------------------------------------------------- | ------ | --- |
| Chef d'état-major Rosh HaMate HaKlali (Ramatkal)           |        | Symbole de Tsahal                                                                                          |
| état-major HaMate HaKlali                                  |        | Épée entourée d'une branche d'olivier                                                                      |
| Commandement du Front intérieur Pikud HaOref (Heil HaOref) |        | Épée entourée d'une branche d'olivier sur fond d'un grand triangle                                         |
| Rabbinat militaire HaRabanut HaTzva'it                     |        | Image des Dix Commandements avec une épée en avant-plan                                                    |
| Avocat milliaire général HaPraklitut HaTzva'it             |        | Balance et épée                                                                                            |
| Force aérienne Heil HaAvir                                 |        | Épée, branche d'olivier, étoile de David et ailes (ailes d'aigle, trouvées lors des fouilles à Bet-Shean). |
| Corps d'infanterie Heil HaRaglim                           |        | Épée entourée d'une branche d'olivier                                                                      |
| Corps Blindé Heil HaShiryon                                |        | Char d'assaut et branches d'olivier                                                                        |
| Corps d'artillerie Heil HaTothanim                         |        | Canon/pièce d'artillerie                                                                                   |
| Génie militaire Heil HaHandasa HaKravit                    |        | Épée et château entouré du halo d'une explosion                                                            |
| Corps des transmissions Heil Ha'Isuf Ha'Kravi              |        | |
| Corps de maintenance Heil HaHimush                         |        | Épée, torche et coq                                                                                        |
| Corps médical Heil HaRefu'a                                |        | Serpent entourant une torche avec l'étoile de David sur la boule de la torche                              |
| Renseignements milliaires Heil HaModi'in                   |        | Fleur-de-lys avec demi-étoile.                                                                             |
| Corps C4I Heil HaTikshuv                                   |        | Épée ailée et paire d'éclairs                                                                              |
| Corps éducation et jeunesse Heil HaHinukh VeHaNo'ar        |        | Étoile de David, livre, arc et flèche                                                                      |
| Ressources humaines Heil HaShalishut                       |        | Épée entourée d'une branche d'olivier, livre et disque                                                     |
| Corps logistique Heil HaLogistika                          |        | Épée, branche d'olive et volant (de véhicule)                                                              |
| Police milliaire Heil HaMishtara HaTzva'it                 |        | Bouclier et flamme                                                                                         |
| Police aux frontières Mishmar HaGvul (Magav)               |        | Police d'Israël Étoile de David                                                                            |
| Corps généraux HaHayil HaKlali                             |        | Deux épées entrecroisées et une feuille de figuier                                                         |
| Marine Heil HaYam                                          |        | Épée entourée d'une branche d'olivier, ancre et algues                                                     |

## Balises d'épaule

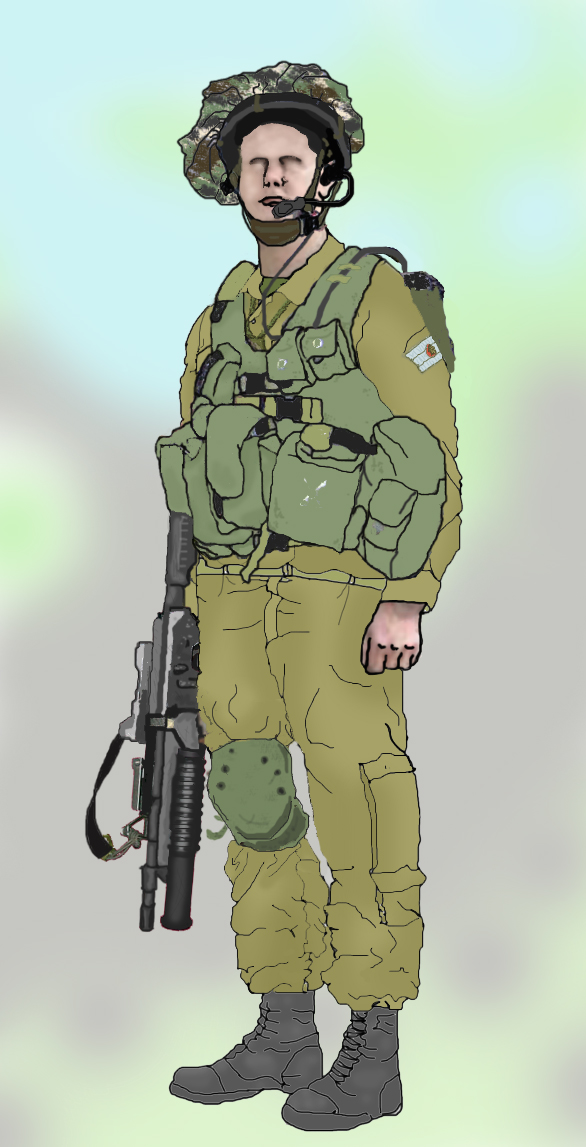
Tenue officielle de la Brigade Golani

En règle générale, chaque unité ( Yehida) a sa propre balise d'épaule. Elles sont constituées d'une partie longue et une pointe, qui peut être l'une de ces quatre formes : un cercle (commandement et direction et les unités de la Force aérienne à l'exception des antiaériennes), un carré (Brigade Golani), un diamant, ou une forme de bouclier (la plus courante). Les balises d'épaule ne sont portées que sur les uniformes de cérémonie, sur l'épaule gauche attaché à la bretelle.
Certaines des balises d'épaule de Tsahal peuvent être portées sur la tenue dite Aleph. 